# 哈里斯堡 (紐約州)
哈里斯堡（英語：Harrisburg）是一個位於美國紐約州劉易斯縣的鎮。

## 人口
根據2020年美國人口普查的數據，哈里斯堡的面積為103.37平方千米，當中陸地面積為103.29平方千米，而水域面積為0.07平方千米。當地共有人口480人，而人口密度為每平方千米5人。